# Romuald Brazis
Romuald Brazis (ur. 6 czerwca 1942 w Podwarańcach, rejon wileński, Litwa) – polski i litewski fizyk i matematyk. Profesor doktor habilitowany nauk fizyczno-matematycznych.

## Życiorys
Syn Stanisława Brazisa i Jadwigi z Michalkiewiczów. Uczęszczał do szkoły pedagogicznej w Trokach, a następnie w Wilnie. W 1959 uzyskał uprawnienia nauczyciela klas początkowych, naukę kontynuował na Wileńskim Państwowym Instytucie Pedagogicznym, gdzie w 1965 uzyskał tytuł nauczyciela fizyki i przedmiotów ogólnotechnicznych szkoły średniej. Po odbyciu studiów doktoranckich oraz pracy naukowej w Instytucie Fizyki Półprzewodników Litewskiej Akademii Nauk w 1971 przedstawił pracę dotyczącą wyników badań fal helikonowych w półprzewodnikach i uzyskał stopień kandydata nauk fizyczno-matematycznych. W 1976 wyjechał na zaproszenie Narodowej Akademii Nauk USA i w Purdue University przez rok badał zjawiska mikrofalowe w półprzewodnikach z wąską przerwą energetyczną. Następnie powrócił do Wilna, gdzie prowadził badania w zakresie nieliniowych zjawisk mikrofalowych w półprzewodnikach i na ich podstawie przygotował i obronił w 1982 pracę habilitacyjną. Stopień doktora habilitowanego został nadany przez Uniwersytet Wileński oraz uznany przez Najwyższą Komisję Atestacyjna ZSRR w Moskwie, a także Rada Naukowa Litwy Niepodległej. W 1987 wyjechał na zaproszenie Max-Planck Institut Für Festkörperforschung w Stuttgarcie, gdzie prowadził badania nad wielofononową absorpcją fotonów dalekiej podczerwieni w kryształach germanu. Uczestniczył w pracach grupy międzynarodowej na stellaratorze Instytutu Fizyki Plazmy w Garching bei München, gdzie przeprowadzono generację częstości harmonicznych girotronu w krzemie. Po roku kontynuował prace badawcze współpracując z Centrum Badań Fizyki Plazmy na Politechnice Federalnej w Lozannie. Pracę naukową kontynuował na Uniwersytecie Tuluza III - Paul Sabatier i Centrum Badawczym Instytutu Energii Atomowej im. Kurczatowa w Moskwie, prowadząc badania nad fotoprzewodnictwem diod krzemowych z zablokowanym pasmem domieszkowym został współodkrywcą zjawiska fotowoltaicznego w tych diodach. Współpracując z Instytutem Fizyki Polskiej Akademii Nauk wykrył zjawiska niewzajemnego odbicia i luminescencji światła w pobliżu linii ekscytonów w kryształach i studniach kwantowych półprzewodników półmagnetycznych. Romuald Brazis jest autorem idei oraz rozwinięcia teorii laseru na przejściach wymuszonych między pasmami fononów. Dzięki badaniom rozpraszania fal w strukturach o losowym rozkładzie przestrzennym został inicjatorem prowadzenia badań mikrofalowych włóknin naturalnych i syntetycznych elektroprzewodzących jako osłon człowieka przed promieniowaniem elektromagnetycznym, Romuald Brazis współpracując z Instytutem Włókiennictwa w Łodzi i Politechniką Łódzką wykrył anomalny wzrost tłumienności włóknin ze wzrostem częstotliwości fal. Od 1989 przez dziewięć lat był prezesem Stowarzyszenia Naukowego Polaków na Litwie, w 1991 uzyskał tytuł profesora zwyczajnego. Należał do grupy założycieli Radia „Znad Wilii”, w 1996 kandydował z listy Akcji Wyborczej Polaków na Litwie w wyborach do Sejmu Republiki Litewskiej.

## Członkostwo
- Polskie Towarzystwo Naukowe na Obczyźnie[1],
- Stowarzyszenie Naukowców Polaków Litwy (1989) - członek założyciel,
- Rada Naukowa Republiki Litewskiej (1991-95),
- Polska Akademia Umiejętności,
- Zarządu Radia i Telewizji Litewskiej (1990-96),

Ponadto jest członkiem wielu litewskich i europejskich towarzystw fizycznych. 

## Nagrody i odznaczenia
- Nagroda Państwowa Litewskiej SRR w dziedzinie nauki i techniki (1986) r,
- Dyplom honorowy Ministra Spraw Zagranicznych RP za upowszechnienie kultury polskiej w świecie (1992),
- Złoty medal Alberta Schweitzera za przyczynek do humanizacji nauki,
- Krzyż Kawalerski Orderu Zasługi RP (2002),
- Znak pamiątkowy Prezydenta Republiki Litewskiej za umocnienie więzi transatlantyckich Litwy i sprzyjanie akcesji Republiki Litewskiej do NATO (2003).